# Merkozy

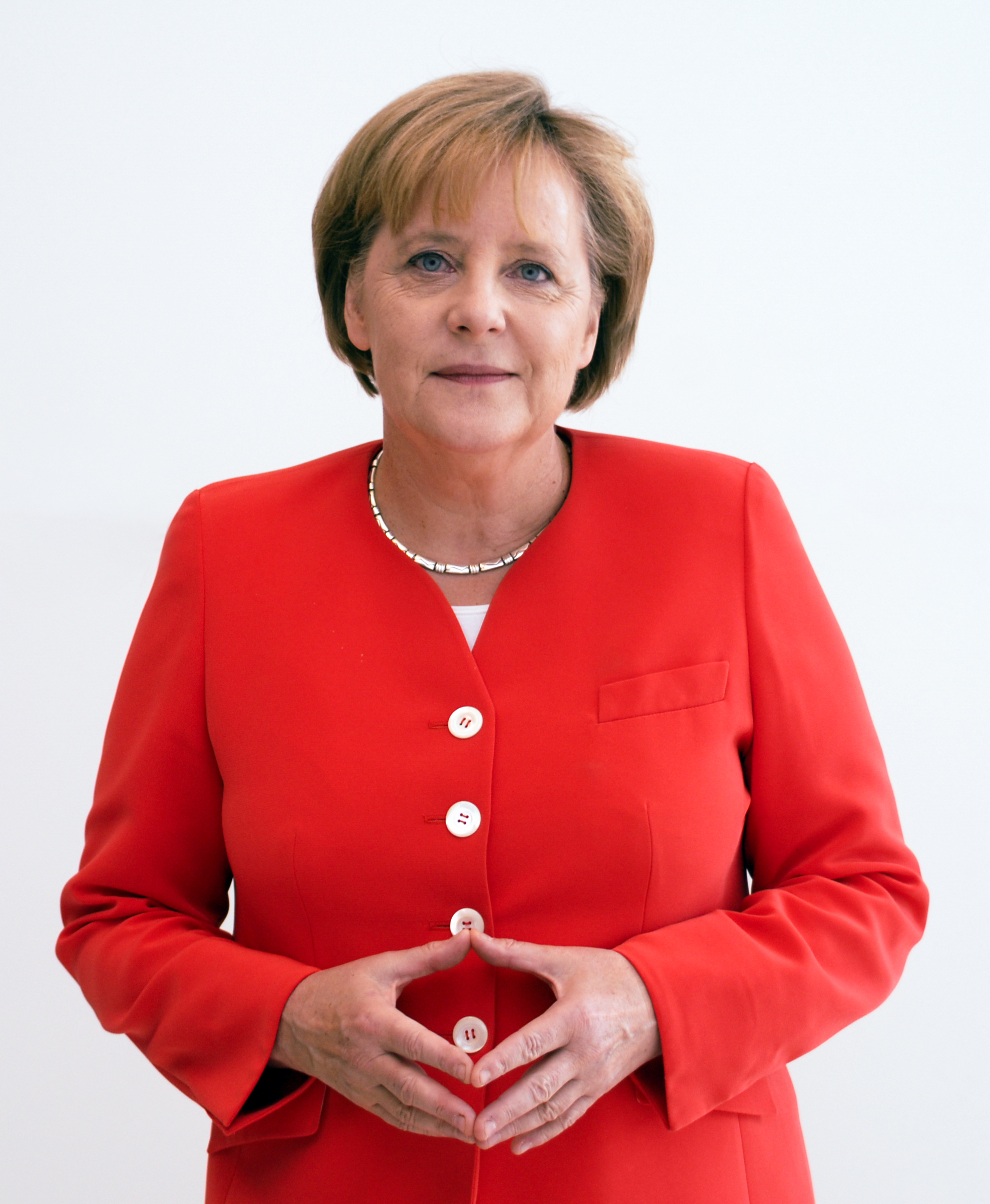
Angela Merkel

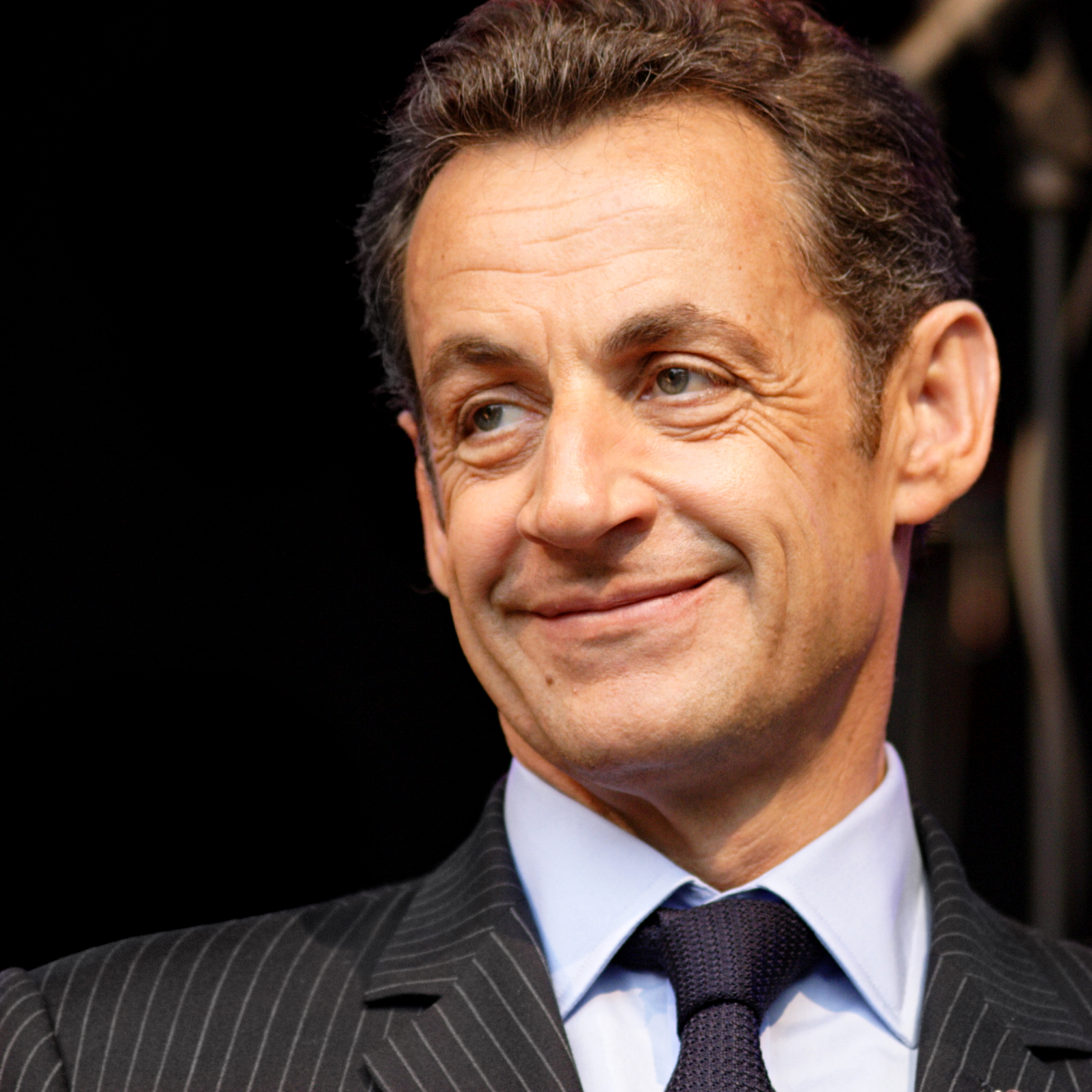
Nicolas Sarkozy

Das Schachtelwort Merkozy bezeichnet die enge Zusammenarbeit der deutschen Bundeskanzlerin Angela Merkel und des damaligen französischen Staatspräsidenten Nicolas Sarkozy, aus deren Nachnamen der Begriff 2011 gebildet wurde. Eine weniger gebräuchliche Alternative ist Sarkel bzw. Sarkokel, die von Franzosen kreiert wurde, die Wert auf Erstnennung ihres Staatspräsidenten legten.

## Bedeutung
Im Verlauf der Eurokrise musste das weitere Vorgehen der europäischen Staats- und Regierungschefs koordiniert werden. Da Deutschland und Frankreich die beiden größten Volkswirtschaften der Europäischen Union sowie der Eurozone sind, kam es im Verlauf des Jahres 2011 immer wieder zu Treffen von Angela Merkel und Nicolas Sarkozy. Die von beiden Politikern gefassten Beschlüsse galten oft als verbindlich auf Gipfeltreffen der Staats- und Regierungschefs und mussten meist nur noch abgesegnet werden.
Dieser von beiden Repräsentanten ihres Landes erhobene Führungsanspruch in der Krise fand im Ausland geteilte Resonanz. Gab es einerseits Politiker, die es goutierten, dass Deutschland und Frankreich als große Player die Führungsrolle einnehmen sollten, so gab es andererseits auch Stimmen – vor allem in kleineren Mitgliedsstaaten –, die den Verlust der eigenen Souveränität befürchteten. Auch fürchtete man, dass sowohl die Europäische Kommission wie auch das Europäische Parlament an Bedeutung verlieren könnten, und dass Beschlüsse, den Euro betreffend, nicht mehr in Brüssel und Straßburg, sondern nur noch in Berlin und Paris gefällt werden könnten. Vor allem skeptische wie auch ablehnende Medien und Politiker gaben dieser Koalition „Merkel-Sarkozy“ den Spitznamen Merkozy.
Inzwischen zählt Merkozy zu einem global verwendeten Begriff und hat auch in andere Sprachen Einzug gehalten.
Mit der Ablösung Sarkozys durch François Hollande wurde der Begriff 2012 durch Merkhollande (auch Merkollande) und mit dem Sieg Emmanuel Macrons 2017 durch Mercron ersetzt.